# Helmut Luckner
Helmut Luckner (* 18. August 1937; † 22. Januar 2012) war ein deutscher Motorjournalist.
Nach einer Universitätsausbildung arbeitete Luckner von 1971 bis 1994 bei der Motor Presse Stuttgart. Dabei war er Chefredakteur für die Zeitschrift Motorrad und zuletzt Herausgeber und Chefredakteur von auto motor und sport.
Von 1988 bis 2009 war Helmut Luckner Mitglied des Motor Presse Clubs (MPC).

## Veröffentlichung (als Übersetzer)
- Bill Gavin: Die Jim-Clark-Story, München: Moderne Verlagsgesellschaft, 1967.

## Veröffentlichung (als Herausgeber)
- Thomas Schulz: Alle Cabrios. Komplette Marktübersicht von Mini bis Rolls-Royce, Stuttgart: Vereinigte Motor-Verlage, 1994.
- Rudolf Sander, Thomas Schulz: Golf, Astra & Co. 340 Modelle, Fakten, Daten, Preise, Stuttgart: Vereinigte Motor-Verlage, 1994.